# Augyles pallens
Augyles pallens là một loài bọ cánh cứng trong họ Heteroceridae. Loài này được R. Charpentier miêu tả khoa học đầu tiên năm 1965.